# Alan Geder
Alan Geder, slovenski častnik, veteran vojne za Slovenijo, * 21. avgust 1958, Lendava.
Generalmajor Geder 15. julija 2010 postal namestnik načelnika Generalštaba Slovenske vojske, Andreja Ostermana. Po Ostermanovi razrešitvi 22. februarja 2018 je postal načelnik generalštaba Slovenske vojske.

## Vojaška kariera
- Načelnik Generalštaba  Slovenske vojske  ( februar - november 2018 )
povišan v generalmajorja (maj 2010)
povišan v brigadirja (november 2006)
- načelnik, 3. operativno poveljstvo Slovenske vojske (2002)
povišan v polkovnika (13. maj 1998)
povišan v majorja (18. junij 1993)
- poveljnik, 74. OKMB (1993)

## Odlikovanja in priznanja
- zlata medalja generala Maistra z meči (31. januar 1992)
- srebrna medalja generala Maistra (11. maj 2000)
- srebrna medalja Slovenske vojske (16. maj 1993)
- spominski znak Obranili domovino 1991